# Eugenio Benedetti
Eugenio Benedetti (Catania, 22 novembre 1929) è un imprenditore e filantropo italiano.

## Biografia
È nato da un'importante famiglia della città etnea: il padre Umberto era infatti uno dei principali chirurghi catanesi, primario dell'Ospedale "Santa Marta" e proprietario di una clinica privata. I suoi due fratelli maggiori furono Gaetano, psicoterapeuta, e Calogero, progettista di opere in cemento armato.
Alla fine degli anni cinquanta assunse la rappresentanza di imprese italiane produttrici di macchine utensili e di attrezzature elettromeccaniche destinate all'industria leggera, al settore medico e alla ricerca scientifica. In anni nei quali la presenza dell'imprenditoria occidentale era minima nei Paesi comunisti, Eugenio organizzò diverse esposizioni grazie alle quali poté stipulare contratti di fornitura con gli Enti di Stato in vari settori (dal tessile all'alimentare, dal farmaceutico al metallurgico, dal chimico all'elettrotecnico). A lui si deve, ad esempio, la fornitura della strumentazione elettrodiagnostica delle Officine Galileo che fu installata nella navicella Vostok 1, con la quale il cosmonauta russo Jurij Gagarin compì il primo volo umano nella stratosfera. Questa fornitura ed il successo della missione, valsero al Benedetti la "Medaglia d'Oro dell'Ordine dell'Amicizia tra i popoli".
Alla fine degli anni sessanta, Benedetti concluse un contratto con la China National Machinery Corporation, ente di Stato della Repubblica Popolare Cinese, per la fornitura di impianti mobili per la produzione dell'asfalto e autocarri ribaltabili, da impiegarsi per la costruzione della Strada del Karakorumda Gilgit (Pakistan) a Kashgar (Cina). Non essendo riconosciuta, in Italia, la fideiussione della Bank of China, Benedetti dovette esporsi finanziariamente in proprio con i fornitori italiani, che erano Marini e Perlini. Nel 1965 stipulò con Zhou Enlai il "Great Marble Plan" per l'apertura di 34 miniere di marmo nei monti del Hunan e dell'Hebei. Tecnologia e macchinari italiani furono forniti, con pagamento in merci triangolate con Argentina (carne di maiale disossata e congelata) e Canada (tessuti di cotone grezzo) nel quadro di una compensazione (barter) durata 5 anni.
Parallelamente, Benedetti assumeva contratti con l'Unione Sovietica per la fornitura di impianti con la formula "chiavi in mano". Per questa sua attività di general contractor, nel 1980, gli venne conferito il Premio Internazionale "Mercurio d'Oro" (Golden Mercury Award): la motivazione ufficiale fu quella di aver costruito, fino ad allora, oltre cento fabbriche in Unione Sovietica.

## Attività filantropiche
Ritiratosi dagli affari nel 2009, Benedetti si è dedicato ad opere ed iniziative filantropiche ed umanitarie, soprattutto attraverso la Società Italiana di Beneficenza (SIB), che era stata istituita al Cairo nel 1899. Proprio la SIB, nel 1903, aveva promosso la fondazione dell'Ospedale Italiano al Cairo "Umberto I", che dall'istituzione al 1949 fu diretta da Empedocle Gaglio, prozio materno di Eugenio Benedetti-. 
In virtù della tradizione del suo antenato, nel 2017 Eugenio Benedetti ha ottenuto dall'Ambasciata d'Italia al Cairo la facoltà di adottare, oltre al proprio, anche il cognome Gaglio.

## Opere
- Eugenio Benedetti, Italia 1952: Corporativismo e Feudalesimo, Catania, N. Giannotta, 1952.
- Eugenio Benedetti, L'ultimo milione, Te.Dit, 1962.
- Eugenio Benedetti, Il rosolio dell'Arcivescovo, Sallustiana Editrice, 1972.
- Eugenio Benedetti, Il terzo occhio, Sallustiana Editrice, 1982.
- Eugenio Benedetti, Storie di un Siciliano mezzo russo e un po' cinese, Nuovi Autori Editrice, 2004, ISBN 8875680906.
- Eugenio Benedetti, Il lago della mente, Nuovi Autori Editrice, 2008, ISBN 8875683263.
- Eugenio Benedetti, I capelli della Madonna e i marmi di Chu-en-Lai, Ciuffa Editore, 2013.[9]
- Eugenio Benedetti, C'era una volta il KGB, prefazione di Gianni Letta, Maimone, 2016, ISBN 8877514140.